# Schneeberg (Niederösterreich)

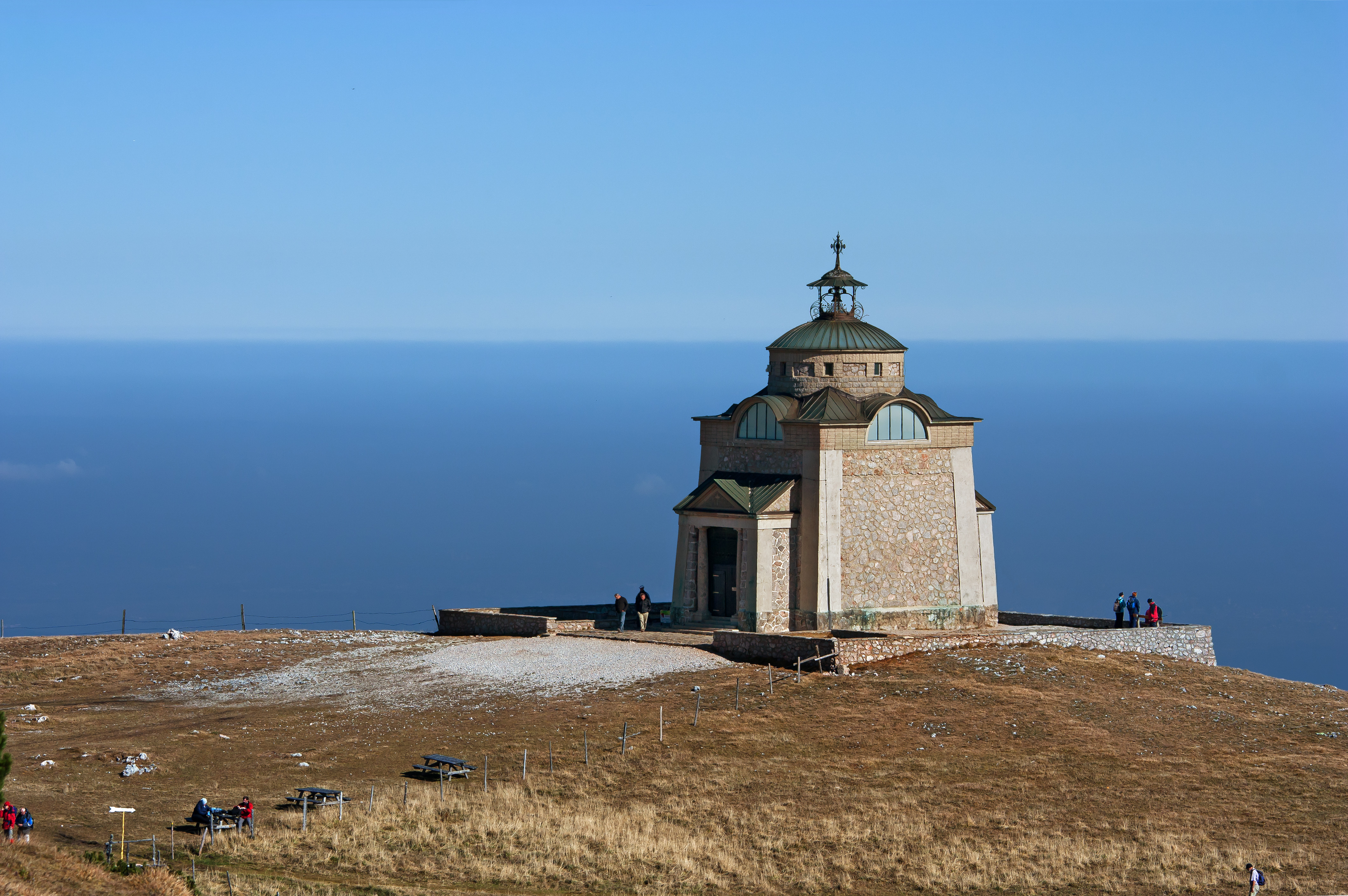
Kaiserin Elisabeth-Gedächtniskirche vid Schneebergbanans övre ändstation.

Schneeberg är ett platåberg i Rax-Schneeberggruppen i de österrikiska Alperna. Det är med sin topp Klosterwappen (2 076 m ö.h.) förbundslandet Niederösterreichs högsta berg och Alpernas ostligaste bergstopp över 2 000 meter. Platåberget har ytterligare toppar, bland andra Kaiserstein (2 061 m ö.h.).  
Schneebergbanan – en mer än hundra år gammal kuggstångsjärnväg – går från Puchberg am Schneeberg (585 m ö.h.) till fjällstationen Hochschneeberg på 1 796 meters höjd över havet. Därifrån kan man nå de båda topparna efter en–två timmars vandring. Olika vandrings- och klättringsleder går från Puchberg am Schneeberg, Losenheim och Höllental upp på berget. På platån finns flera fjällanläggningar.
Schneeberg är ett omtyckt utflyktsmål och rekreationsområde för Wienborna. 
Schneeberg sträcker sig 18,3 km i sydvästlig-nordostlig riktning.
Topografiskt ingår följande toppar i Schneeberg:
- Auf dem Hals
- Feiden
- Feuchter Berg
- Grosser Neukogel
- Hochalpel
- Hoher Hengst
- Kaiserstein
- Klosterwappen
- Krenken Kogel
- Kuhschneeberg
- Saurüssel
- Schober
- Schwarzenberg
- Waxriegel
- Öhler